# وانیلا آیس
وانیلی آیس (انگلیسی: Vanilla Ice؛ زادهٔ ۳۱ اکتبر ۱۹۶۷ در شهر دالاس، ایالت تگزاس) یک موسیقی‌دان اهل ایالات متحده آمریکا است. وی از سال۱

از فیلم‌ها یا برنامه‌های تلویزیونی که وی در آن نقش داشته است می‌توان به اون پسرمه ، تا جادوی هیپ‌هاپ و لاک‌پشت‌های نینجای ۲ اشاره کرد.